# Бунеш
Бунеш (мкд. Бунеш) је насеље у Северној Македонији, у источном делу државе. Бунеш је у саставу општине Пробиштип.

## Географија
Бунеш је смештен у источном делу Северне Македоније. Од најближег града, Пробиштипа, насеље је удаљено 10 km источно.
Насеље Бунеш се налази у историјској области Злетово, на источном ободу Злетовске котлине. Северно од насеља издижу се прва брда јужног дела Осоговских планина. Надморска висина насеља је приближно 600 m. Западно од насеља тече Злетовска река доњим делом свог тока.
Месна клима је умерено континентална.

## Становништво
Бунеш је према последњем попису из 2002. године имао 48 становника.
Претежно становништво у насељу су етнички Македонци (100%).
Већинска вероисповест месног становништва је православље.